# 田中直
田中 直（たなか なお、1981年10月3日 - ） は、日本の作曲家、編曲家、音楽プロデューサー。東京都出身。SUPA LOVE所属。

## 概要
- 幼少の頃よりピアノを始め、高校生の時から作曲活動を開始。
- 加藤ミリヤ、平井堅、ハロー!プロジェクト、ジャニーズ関連作品への参加が多く見られる。

## 主な楽曲
- V6
  - Keep A Chance（編曲）

- KinKi Kids
  - Stand By Me（作曲・編曲）
  - aeon（作詞・作曲・編曲）

- 堂本光一
  - Come closer（作曲・編曲）
  - The mAsque（作詞・作曲・編曲）

- 嵐
  - let me down（共作詞・作曲・編曲）
  - Hey Yeah!（作曲）
  - Come Back（共作詞・作曲・編曲）

- KAT-TUN
  - key of life（作曲・編曲）
  - Movin' on（作曲・編曲）
  - MAKE U WET -CHAPTER 2-（作曲・編曲）

- AFTERSCHOOL
  - Miss Futuristic feat. Kahi, Juyeon, U-ie, Lizzy（作曲・編曲）

- あややムwithエコハムず
  - 天才!LET'S GO あややム（編曲）

- アンジュルム/スマイレージ
  - スマイレージ シングルス 激萌えリミックス（リミックス）
  - ハデにやっちゃいな!（編曲）

- 石丸幹二
  - かいじん百面相（共作曲・編曲）

- 伊藤由奈
  - Secrets（作曲・編曲）

- EXILE
  - Just The Two Of Us（編曲）

- 音楽ガッタス
  - 恋占い通りにはならないわ（編曲）

- 加藤ミリヤ
  - 空（プロデュース）
  - 愛しい人（プロデュース）
  - 冷静と情熱のあいだ（プロデュース）
  - SAYONARAベイベー (Nao Tanaka Remix)（リミックス）
  - 女神の光 feat.牧宗孝（MIKEY from 東京ゲゲゲイ）（プロデュース）
  - ピース オブ ケイク -愛を叫ぼう- feat. 峯田和伸（プロデュース）
  - 素晴らしき人生（プロデュース）

- GAM
  - Thanks! 誘惑Remix（リミックス）

- ℃-ute
  - YES! しあわせ（編曲）
  - ディスコ クイーン（編曲）

- Creepy Nuts
  - だがそれでいい（編曲）

- Crystal Kay
  - Butterfly's Garden（作曲）

- K
  - Only Human（共作曲・編曲）*フジテレビ系ドラマ『1リットルの涙』主題歌

- CHEMISTRY
  - Trico…（作曲）

- 倖田來未
  - Hey baby!（編曲）*テレビ朝日系アニメ『クレヨンしんちゃん』12代目オープニングテーマ

- 後藤真希
  - 来来! 「幸福」（編曲）
  - きっと彼氏が出来る方法（編曲）
  - SOME BOYS! TOUCH（編曲）
  - シークレット（編曲）
  - How to use Loneliness（編曲）
  - City Wind（編曲）
  - ねえ 寂しくて（編曲）

- こぶしファクトリー&つばきファクトリー
  - ひょっこりひょうたん島（編曲）

- THE ポッシボー
  - 家族への手紙（共編曲）
  - サヨウナラなんて（編曲）
  - I love you 私の君（編曲）

- 紗羅マリー
  - Calling（作曲・編曲）
  - Hot Tequila（作曲・編曲）
  - Lil' witches（作曲・編曲）
  - DARK CHERRY（作曲・編曲）

- SEAMO
  - SEABREEZE feat. 草川瞬 & BLADe (from BRIDGET)（編曲）
  - コロッケファイヤー（共作曲・編曲）
  - Change feat. Metis（共作曲・編曲）

- 三代目J Soul Brothers
  - On Your Mark 〜ヒカリのキセキ〜（作曲・編曲）

- ZYX
  - 常夏娘 (ZYX Ver.)（編曲）

- 清水翔太
  - LOVIN U（編曲）
  - Winter Love Song（編曲）
  - Gamble（編曲）
  - Aitai（編曲）
  - Good Conversation（編曲）
  - Knocks Me Off My Feet（編曲）

- JUNE
  - Crazy（共作曲・編曲）
  - ディスコティック☆ロマンティック（作曲・編曲）
  - Clap（共作詞・作曲・編曲）

- 新ミニモニ。
  - ペン ペン 兄弟（編曲）

- W(ダブルユー)
  - ロボキッス (次世代Remix)（リミックス）
  - ふりむかないで（共編曲）
  - Wのテ〜マ（編曲）

- タンポポ#
  - アンブレラ（編曲）

- チャラン・ポ・ランタン
  - 恋はタイミング（編曲）

- つばきファクトリー
  - ふりさけみれば・・・（編曲）

- D-LITE
  - 逢いたくていま（編曲）
  - どうにもとまらない（編曲）
  - 違う、そうじゃない（編曲）

- DEF.DIVA
  - 好きすぎて バカみたい (CRAZY J-G JAZZ リミックス)（リミックス）

- 東方神起
  - Nobody Knows（作曲・編曲）
  - TAXI（作曲・編曲）

- 當山みれい
  - Memories (Nao Tanaka Remix)（リミックス）

- AAA
  - ZERO（作曲）
  - Paradise Paradise（編曲）

- 中森明菜
  - 夜の華（作曲）

- 西野カナ
  - September 1st（作曲・編曲）

- 後浦なつみ
  - LOVE LIKE CRAZY (Smooth Jazzy Remix)（リミックス）

- High-King
  - DIAMONDS ＜ダイアモンド＞（編曲）
  - DESTINY LOVE（編曲）

- 美勇伝
  - 唇から愛をちょうだい（編曲）

- BEYOOOOONDS
  - GOGO大臣（編曲）

- 平井堅
  - 青春デイズ（作曲・編曲）
  - UPSET（作曲・編曲）
  - Catch you（共作曲・編曲）
  - HOTEL VAMPIRE（共作曲・編曲）
  - CANDY（編曲）
  - お願いジュリー☆（編曲）
  - R&B（編曲）
  - BLIND（編曲）
  - Miss サマータイム（編曲）
  - グロテスク feat. 安室奈美恵（コーラスアレンジ）
  - ソレデモシタイ（コーラスアレンジ・アディショナルプログラミング）
  - 愛にこだわれ（編曲）
  - I'myourdog（編曲）
  - 驚異の凡才（編曲）
  - Brand New Bike（作曲・編曲）

- BREATHE
  - White Lies（共作曲・編曲）
  - So High（共作詞・作曲・編曲）
  - why（編曲）
  - 君が好きで（作曲・編曲）
  - It's OK!! ～キミがいるから～（作曲・編曲）

- FLAME
  - FUNDAMENTAL LOOP（共作曲・編曲）

- Berryz工房
  - かっちょええ!（編曲）
  - 日直 〜芸能人の会話〜（編曲）
  - あなたなしでは生きてゆけない (FUNKY remix)（リミックス）
  - Hello!のテーマ (Berryz工房 Version)（編曲）
  - ピリリと行こう! (MORE ピリリ Remix)（リミックス）
  - 女子バスケット部 〜朝練あった日の髪型〜（編曲）
  - サクラハラクサ（編曲）
  - 君の友達（編曲）

- BoA
  - With U（編曲）
  - Silent Screamerz（作曲・編曲）
  - OUTGROW ～Ready butterfly～（作曲・編曲）
  - Style（作曲・編曲）
  - Smile again（作曲・編曲）*テレビ朝日系「土曜ワイド劇場」エンディングテーマ

- 光岡昌美
  - Hana（作曲・編曲）

- ミニモニ。
  - CRAZY ABOUT YOU（編曲）
  - －OPENING－（リミックス）
  - WASSUP? 遠慮がテーマ（編曲）

- May J.
  - Sunshine Baby!（編曲）*ヤマザキ「ランチパック」CMソング
- メロン記念日
  - 香水 (Hard Flavor Remix)（リミックス）

- モーニング娘。
  - シャボン玉 (asia mix)（リミックス）
  - SONGS（編曲）
  - Take off is now!（編曲）
  - It's You（編曲）
  - 3.2.1 BREAKIN'OUT!（編曲）
  - Moonlight night ～月夜の晩だよ～（編曲）
  - 大阪 美味いねん（編曲）
  - 愛の炎（編曲）
  - シャバダバ ドゥ〜（編曲）
  - 明日を作るのは君（編曲）

- ユンナ
  - ほうき星 (ユンナの曲)（作曲・編曲）
  - オレンジの初恋（作曲・編曲）
  - Rock Star（作曲・編曲）

- リア・ディゾン
  - Everything Anything（作曲・編曲）

- 渡辺麻友
  - ラベンダーのジュータン（編曲）